# Adriano Caprioli
Adriano Caprioli (ur. 16 maja 1936 w Solbiate Olona) – włoski duchowny katolicki, biskup Reggio Emilii w latach 1998-2012.
Święcenia kapłańskie otrzymał 28 czerwca 1959 z rąk kardynała Giovanniego Battisty Montini i został inkardynowany do archidiecezji mediolańskiej.
27 czerwca 1998 papież Jan Paweł II mianował go ordynariuszem diecezji Reggio Emilii. Sakry biskupiej udzielił mu 12 września 1998 ówczesny  arcybiskup Mediolanu - kardynał Carlo Maria Martini.
29 września 2012 papież przyjął jego rezygnację z kierowania diecezją złożoną ze względu na wiek.